# Annabelle Tschech-Löffler
Annabelle Tschech-Löffler (geboren 2009 oder 2010) ist eine deutsche Turnerin und Behindertensportlerin. Sie repräsentierte Deutschland bei den Special Olympics World Summer Games 2023 in Berlin und war das jüngste Mitglied der Delegation.

## Leben und Karriere
Tschech-Löffler wurde mit dem Down-Syndrom geboren. Sie lebt in Borna und besuchte im Schuljahr 2022/2023 die fünfte Klasse am inklusiven Evangelischen Schulzentrum Muldental.
2019 begann sie mit dem Training im Turnen. Beim Olympiastützpunkt Chemnitz erhielt sie große Unterstützung bei der Vorbereitung für die Weltspiele. Sie trainiert beim SV Einheit Borna. 2022 wurde sie in ihrem Landkreis zur Nachwuchssportlerin des Jahres gewählt.
Tschech-Löffler war mit 13 Jahren die jüngste Teilnehmerin der Special Olympics World Summer Games 2023 in Berlin. Sie konnte nur mit einer Ausnahmegenehmigung starten, da generell ein Mindestalter von 16 Jahren gilt. Erstmals nahm Special Olympics Deutschland 2023 bei Weltspielen an den Wettbewerben im Turnen teil. Tschech-Löffler trat in vier Teildisziplinen an, im Wettbewerb mit etwa 100 anderen Turnerinnen und Turnern: Als erste deutsche Athletin in der Geschichte der Special Olympics World Games errang sie im Geräteturnen Level 1 Bronze am Stufenbarren. Ihr Prelim Score war 4.113, der Finals Score 12.862 und der Total Score 16.975.
Ihre Übungen beim Sprung in Level 1 brachten ihr mit dem Prelim Score von 4.425, dem Finals Score von 13.200 und dem Total Score von 17.625 den vierten Platz. Im Bodenturnen Level 1 kam sie mit den Werten Prelim Score 3.150, dem Finals Score von 9.525 und dem Total Score von 12.675 auf Platz 5. Dieselbe Platzierung erreichte sie in Level 1 auf dem Schwebebalken mit dem Prelim Score von 3.800, dem Finals Score von 10.275 und dem Total Score von 14.075. Bei den kombinierten Übungen kam sie in Level 1 mit dem Prelim Score von 15.487, dem Finals Score von 45.862 und dem Total Score von 61.350 auf Platz 4 und war somit die beste deutsche Turnerin bei den Spielen.

## Rezeption
Der KIKA brachte in seiner Doku-Reihe Schau in meine Welt! einen Beitrag über Tschech-Löffler.